# Doctrine Eisenhower
Pour les articles homonymes, voir Eisenhower.
La doctrine Eisenhower a été formulée par le président des États-Unis Dwight Eisenhower devant le congrès des États-Unis le 5 janvier 1957. Elle consiste à limiter la déstabilisation des pays du Moyen-Orient qui causerait l'introduction et le développement du communisme, grâce à des aides économiques et militaires.

## Contexte
La doctrine Eisenhower a été modelée après une décennie d’intervention depuis la fin de la Seconde Guerre mondiale au Moyen-Orient. Selon les experts en sécurité des États-Unis, le Moyen-Orient était devenu depuis la Seconde Guerre mondiale une région très importante pour des raisons politique, économique et sécuritaire. Avec le déclin de l’Empire britannique, l’influence occidentale sur la région était de moins en moins assurée. La Grande-Bretagne servait jusqu’alors de protecteur occidental pour le Moyen-Orient, surtout dans la région du Suez, une région qui était sous l’influence britannique jusqu’en 1956. Ce qui explique une intention d’intervenir de la part des États-Unis, c’est puisque l’intérêt pour l’URSS était grandissant dans la région. Ce ne sera pas la première fois que les États-Unis interviennent au Moyen-Orient. Ils sont à l’origine de la Déclaration tripartite en 1950, à l’instauration du shah Mohamed Reza Pahlavi en Iran en 1953, le plan Alpha peace de 1955 et quelques autres interventions, tous étant dans le but de stabiliser et sécuriser la région. Mais l’origine de la doctrine Eisenhower peut être retracée à la guerre Suez-Sinaï de 1956-57.
À la suite de la guerre de Suez, qui avait vu les ambitions nationales de l’Égypte et de son président Nasser contrées par les anciennes puissances coloniales française et britannique alliées au nouvel état israélien dans le cadre d'un accord secret dit des « protocoles de Sèvres », les États-Unis cherchent à stabiliser la région. Ils craignent surtout de voir les gouvernements de ces pays, jusqu’alors plutôt favorables aux Américains, être renversés de l’intérieur par des forces révolutionnaires communistes, soutenues par le bloc de l'Est. La question de Suez s’impose à Eisenhower tout au long de l’été et de l’automne 1956. Le 34e président américain, Dwight David Eisenhower, est en pleine campagne présidentielle en vue de sa réélection et se démène pour prévenir une action militaire britannique en ouvrant des négociations, mais ni les Britanniques, ni les Égyptiens ne se laissent convaincre.
Il s’agit également de préserver l’influence américaine dans ces régions stratégiques de production pétrolière. En plus de donner un cadre juridique à leurs interventions dans cette région stratégique, c'est par la doctrine Eisenhower que les États-Unis s'engagent à accorder une assistance économique et militaire à tout pays du Moyen-Orient qui en fera la demande en vue d'assurer et de protéger l'intégrité territoriale et l'indépendance économique de ces nations contre une agression armée ouverte de toute nation contrôlée par le communisme international.
La doctrine sera appliquée lors de la crise de 1958 au Liban.

## Le but de la doctrine
Avec le contexte de la guerre froide, le but ultime de la doctrine Eisenhower était d’empêcher les Soviétiques de prendre le contrôle du Moyen-Orient. Le président Eisenhower décrivait la doctrine comme une manière de sécuriser et de protéger l’intégrité des territoires ainsi que l’indépendance politique des nations de la région. En cas de besoin, le président pouvait accorder un appui économique sous la demande du pays concerné. Une stratégie employée pour y procéder était de discréditer les figures arabes qui étaient considérées comme « partisans communistes » et en promouvant d’autres figures arabes qui était anticommuniste. Certains pays comme la Libye, le Liban, la Turquie, l’Iran et le Pakistan ont approuvé l’utilisation de cette doctrine à l’intérieur de leur pays. Dans le cas contraire, la Syrie et l’Égypte n’ont montré aucun support, voyant la doctrine comme une manière de ré-établir le contrôle impérial de manière non-militaire.

## Contenu
Il s'agit d'accorder une assistance économique et militaire à tout pays de cette région qui en fera la demande « en vue d'assurer et de protéger l'intégrité territoriale et l'indépendance économique de ces nations (...) contre une agression armée ouverte de toute nation contrôlée par le communisme international ».